# Chouna Lomponda

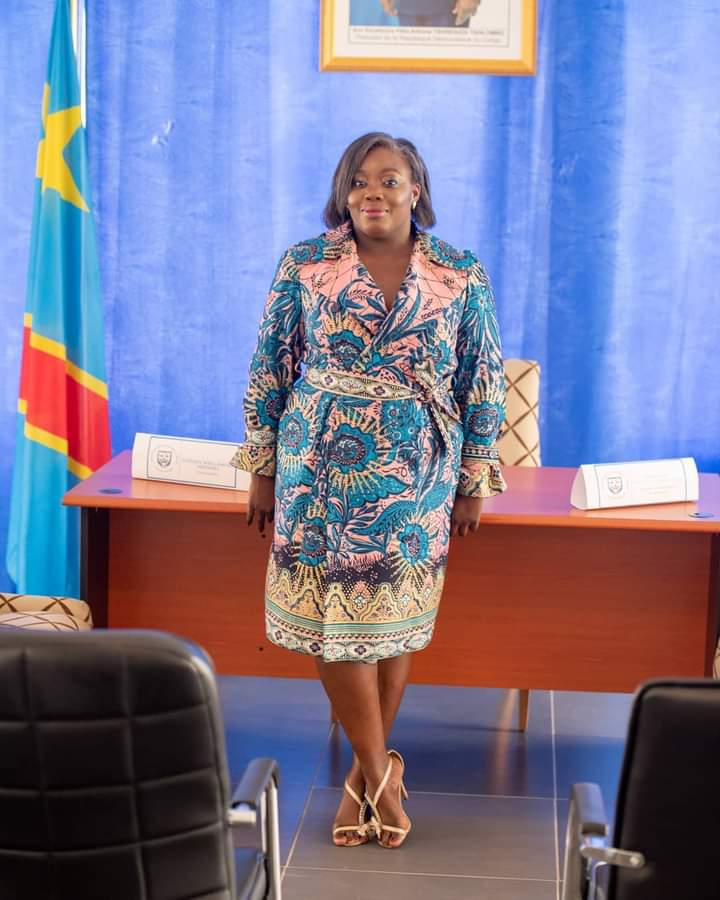
Chouna Lomponda

Chouna Lomponda (Kinshasa, 6 december 1973) is een Belgische communicatie-experte met Zaïrese roots.

## Biografie
Chouna Lomponda was de oudste kind van Lomponda Wa Botembe, admiraal in het Zaïrese leger en later ambassadeur van Zaïre in Israël. Hierdoor verbleef ze enige tijd van haar jeugd in Israël.
Ze was tevens commonuciatieverantwoordelijk van het Joodsmuseum ten tijde van de aanslag.

## Erkentelijkheden
- 2020 - Ontvangt van minister Philippe Goffin de titel van Ambasadrice van de Belgische diversiteit samen met 3 andere personen.[3]